# Bertholdia
Bertholdia é um gênero de traça pertencente à família Arctiidae. uma das espécies que se destacam é a Bertholdia albipuncta